# Molophilus (Molophilus) incurvus
Molophilus (Molophilus) incurvus is een tweevleugelige uit de familie steltmuggen (Limoniidae). De wetenschappelijke naam van de soort is voor het eerst geldig gepubliceerd in 1979 door Hans Mendl.
De soort komt voor in het Palearctisch gebied. De typelocatie is "Italië, Calabria, Sila Grande, bovenloop van de Neto."